# 永恒之蓝
永恒之蓝是美国国家安全局开发的漏洞利用程序，于2017年4月14日被黑客组织影子掮客洩漏。該工具利用445/TCP端口的檔案分享協議的漏洞進行散播。
尽管微软于2017年3月14日已经发布过Microsoft Windows补丁修补了这个漏洞，然而在5月12日WannaCry勒索軟體利用这个漏洞传播时，很多用户仍然因为没有安装补丁而受害。
由于WannaCry的严重性，微软于2017年5月13日为已超过支持周期的Microsoft Windows XP、Microsoft Windows 8和Windows Server 2003发布了紧急安全更新，以阻止其散布造成更大的危害。
2017年6月27日，有勒索软件冒充是Petya利用永恒之蓝漏洞在欧洲地区大肆传播，该勒索软件被命名为NotPetya。其带有较强的政治目的进行攻击即进行破坏而不是索要赎金，即便受害者支付赎金也不会得到任何密钥，因为NotPetya根本就没有编写密钥上传模块到控制者的服务器。此后真正的Petya作者公布解密密钥并声明与欧洲地区的攻击无关，但解密密钥仅可解密Petya而不支持NotPetya加密的文件。